# Kolnovice
Kolnovice (německy Kohlsdorf, polsky Kołnowice) je vesnice, která je částí obce Mikulovice. Nachází se 2 km na sever od Mikulovic na hranicích s Polskem.

## Název
Původní jméno vesnice bylo Skorošov. To bylo odvozeno od osobního jména Skoroš, domácké podoby jmen Skorohost a Skoromír (v jejich první části bylo skorý - "rychlý"). Význam místního jména byl "Skorošův majetek". Do němčiny bylo jméno převedeno nejprve jako Korusindorf (doloženo 1310), z roku 1361 je doložen zkrácený tvar Kolnisdorf (se záměnou r > l a částečným přeskupením hlásek). Z konce 15. století je pak doložen dále zkrácený tvar Kohlsdorf, který se udržel až do 20. století. České jméno bylo úředně stanoveno až v roce 1924 jako Kolnovice úpravou německého jména. Po druhé světové válce na základě domněnky, že v první části německého jména bylo Kohle - "uhlí", bylo navrhováno přejmenování na Uhelná, což nebylo přijato.

## Historie
Kolnovice jsou zmiňovány poprvé roku 1263 pod názvem "villa Scorosonis", avšak byly založeny již za vratislavského biskupa Vavřince (†1232). Tehdy se o ně před biskupem soudili potomci otmuchovských rychtářů Vítka a Siegfrieda. Jméno pocházelo zřejmě od lokátora jménem Skoroš (jako u blízkých Skorošic).
I později se Kolnovice objevují jako drobný samostatný statek, navíc majetkově dělený, jejž vratislavský biskup uděloval lénem. Část byla dědičným fojtstvím, menší část byla majetkem ondřejovického faráře, největší část vsi se však ve 14. století dostala do majetku fojtství v Hlucholazech. Když město Hlucholazy fojtství počátkem 17. století vykoupilo, staly se Kolnovice přímo majetkem města. To je však roku 1622 prodalo rodině Troliů, kterým patřil statek v blízkých Heralticích (pol. Gierałcice, něm. Giersdorf). K tomuto statku patřily Kolnovice ještě po nějakou dobu po rozdělení Slezska roku 1742: od r. 1748 je držela Anna Franziska von Grobst, od r. 1768 Ernst von Hund, od r. 1775 Joseph svobodný pán von Hund, od r. 1782 Karl Joseph von Schimonsky. Až roku 1790 bylo samostatné léno na Kolnovice uděleno Johannu Rennertovi, správci majetku knížete Lichtenštejna v Hlubčicích, který začal rozprodávat panské pozemky a založil osady Vysutá (Renertov) a Terezín. Teprve poté se dosud drobná osada rozrostla. V téže době se rozvinulo i místní přadláctví, které však již před polovinou 19. století podléhalo konkurenci strojové textilní výroby soustředěné v Jeseníku.
Po vysídlení původních německých obyvatel roku 1945 byla obec dosídlena jen částečně a spíše dočasně. Poloha Kolnovic přímo v příhraničním pásmu byla důvodem toho, že byly postupně likvidovány tak, že v nich roku 1990 zbývalo jen 37 domů oproti 153 v roce 1930. V roce 1959 byla sice hranice s Polskem v tomto úseku korigována o 93,7 ha ve prospěch Československa, zároveň však Kolnovice přišly o menší část svého katastru.
Kolnovice byly samostatnou obcí až do roku 1960, kdy byly přičleněny k Mikulovicím.
U Kolnovic se nalézají dvě osady založené koncem 18. století na místě panských dvorů a v současnosti rovněž ze značné části zničené, totiž:
Vysutá (do roku 1949 Renertov, něm. Rennertsfeld, též Rennedsfeld, Rennersfeld), založená roku 1791 a pojmenována podle majitele kolnovického statku Johanna Rennerta. Zde bylo roku 1930 38 domů, roku 2001 jen 16. Několik východně položených pozemků, na nichž se nacházely nyní již zbořené domy, se roku 1958, po úpravě státní hranice, ocitlo v Polsku, přičemž se jedná o moderní polské parcely č. 258/2, 554/1 a 554/2 v katastrálnímu území Gierałcice, náležejícím ke gmině Hlucholazy. V případě těchto domů se jedná vesměs o místa s vegetací, přičemž dva domy se nacházely uprostřed pole, zatímco zbytek u cesty směřující z Vysuté k silnici spojující Hlucholazy a Gierałcice.
Terezín (něm. Theresienfeld, pol. Terezyn), založený roku 1796 a pojmenovaný podle Rennertovy matky. Zde bylo roku 1930 51 domů, roku 2001 jen 8. V této osadě se roku 1874 narodil významný slezský sochař Josef Obeth.
Obě osady byly k 1. lednu 1976 administrativně zrušeny.

### Vývoj počtu obyvatel
Počet obyvatel Kolnovic podle sčítání nebo jiných úředních záznamů:
| Rok            | 1836 | 1869 | 1880 | 1890 | 1900 | 1910 | 1921 | 1930 | 1939 | 1947 | 1950 | 1961 | 1970 | 1980 | 1991 | 2001 |
| -------------- | ---- | ---- | ---- | ---- | ---- | ---- | ---- | ---- | ---- | ---- | ---- | ---- | ---- | ---- | ---- | ---- |
| Počet obyvatel | 930  | 921  | 913  | 998  | 867  | 783  | 759  | 789  | 758  | 278  | 253  | 222  | 186  | 91   | 64   | 85   |

1. ↑  z toho: Kolnovice: 366, Terezín: 317, Vysutá: 247
2. ↑  z toho: 16 Čechoslováků, 690 Němců; 776 řím. kat., 3 evang., 3 bez vyzn.
3. ↑  z toho: Kolnovice: 356, Renertov (Vysutá): 145, Terezín: 288
4. ↑  z toho: Kolnovice: 33, Terezín: 21, Vysutá: 31

V Kolnovicích je evidováno 59 adres : 45 čísel popisných (trvalé objekty) a 14 čísel evidenčních (dočasné či rekreační objekty). Při sčítání lidu roku 2001 zde bylo napočteno 43 domů, z toho 29 trvale obydlených.

## Doprava
Z Kolnovic jezdí hromadná doprava čtyřikrát denně v pracovní dny ( poslední autobus v 15:51 ) a do Kolnovic taktéž čtyřikrát denně v pracovní dny ( poslední v 15:03 ). O víkendu není spojení žádné. Stav komunikací je velmi neutěšený, jelikož do renovací nechce investovat ani stát ani obec.

## Další údaje
Ani po padesáti letech připojení k Mikulovicím nemají obyvatelé pitnou vodu, plyn ani kanalizaci. Na většině území není signál žádného mobilního operátora..